# 布萊恩縣 (愛達荷州)
布萊恩縣（英語：Blaine County）是美国爱达荷州中南部的一個郡，面積6,892平方公里。根據2020年美國人口普查，共有人口24,272人。縣治黑利（Hailey）。該縣成立於1895年3月5日，縣名紀念曾任美国国务卿的詹姆斯·G·布莱恩。